# Seznam rektorjev Univerze v Zagrebu
Seznam rektorjev Univerze v Zagrebu. (med njimi je tudi nekaj Slovencev)

## Seznam
- Matija Mesić (1874-1875)
- Stjepan Spevec (1875-1876)
- Anton Kržan (1876-1877)
- Kosto Vojnović (1877-1878)
- Franjo Maixner (1878-1879)
- Franjo Iveković (1879-1880)
- Aleksandar Bresztyenszky (1880-1881)
- Franjo Marković (1881-1882)
- Feliks Suk (1882-1883)
- Blaž Lorković (1883-1884)
- Đuro Pilar (1884-1885)
- Gustav Baron (1885-1886)
- Franjo Vrbanić (1886-1887 in 1901-1902)
- Tadija Smičiklas (1887-1888)
- Antun Franki (1888-1889)
- Luka Marjanović (1889-1890)
- Natko Nodilo (1890-1891)
- Ivan Bujanović (1891-1892 in 1903-1904)
- Josip Pliverić (1892-1893 in 1904-1905)
- Vinko Dvoržak (1893-1894)
- Antun Maurović (1894-1895)
- Franjo Spevec (1895-1896)
- Armin Pavić (1896-1897)
- Juraj Dočkal (1897-1898)
- Josip Šilović (1898-1899)
- Đuro Arnold (1899-1900)
- Rudolf Vimer (1900-1901)
- Vjekoslav Klaić (1902-1903)
- Antun Heinz (1905-1906)
- Antun Bauer (1906-1907)
- Milivoj-Klement Maurović (1907-1908)
- Gustav Janeček (1908-1909)
- Josip Volović (1909-1910)
- Julije Rorauer (1910-1911)
- Julije Domac (1911-1912)
- Josip Pazman (1912-1913)
- Edo Lovrić (1913-1914 in 1937-1938)
- Đuro Korbler (1914-1915)
- Fran Barac (1915-1916)
- Ernest Miler (1916-1917 in 1926-1928)
- Julije Golik (1917-1918)
- Ivan Angelo Ruspini (1918-1919)
- Ladislav Polić (1919-1920 in 1924-1925)
- Karlo Radoničić (1920-1921)
- Vladimir Varićak (1921 -1922)
- Đuro Nenadić (1922-1923)
- Stjepan Zimmerman (1923-1924)
- Drago Perović (1925-1926)
- Josip Belobrk (1928-1932)
- Albert Bazala (1932-1933)
- Đuro Stipetić (1933-1935)
- Stanko Hondl (1935-1937)
- Andrija Živković (1938-1940)
- Stjepan Ivšić (1940-1943)
- Božidar Špišić (1943-1944)
- Stjepan Horvat (1944-1945)
- Andrija Štampar (1945-1946)
- Grga Novak (1946-1947)
- Andrija Mohorovičić (1947-1949)
- Marko Kostrenčić (1949-1950)
- Antun Barac (1950-1951)
- Franjo Bošnjaković (1951-1952)
- Teodor Varićak (1952-1953)
- Željko Marković (1953-1954)
- Hrvoje Iveković (1954-1956)
- Zoran Bujas (1956-1958)
- Marijan Horvat (1958-1960)
- Vladimir Serdar (1960-1963)
- Slavko Macarol (1963-1966)
- Jakov Sirotković (1966-1968)
- Ivan Supek (1968-1972)
- Predrag Vranicki (1972-1976)
- Drago Grdenić (1976-1978)
- Ivan Jurković (1978-1982)
- Zvonimir Krajina (1982-1986)
- Vladimir Stipetić (1986-1988)
- Zvonimir Šeparović (1988-1990)
- Marijan Šunjić (1990-1998)
- Branko Jeren (1998-2002)
- Helena Jasna Mencer (2002-2006)
- Aleksa Bjeliš (2006-2014)
- Damir Boras (2014-)